# Schweina (Werra)
Die Schweina ist ein gut 12 km langer, rechter (östlicher) Nebenfluss der Werra im Südwesten des Thüringer Waldes.
Ein linker Nebenbach der Schweina lässt im Luisental den Luisenthaler Wasserfall entstehen.

## Verlauf
Die Schweina entspringt in zwei Quellbächen, die die 717 m hohe Birkenheide unmittelbar südwestlich des Rennsteigs von Nordwesten und Südosten flankieren. Die Quelle des nordwestlichen, nominellen Quellbaches liegt am Sattel der Birkenheide zum unmittelbar am Rennsteig gelegenen, 646 m hohen Höllkopf auf der Gemarkung Ruhlas, jedoch erreicht der Bach alsbald das Gemeindegebiet Schweinas, wo der linke Quellbach Goldborn zufließt. Die Schweina fließt weiter in südliche Richtung durch den Schweinaer Grund. An der Nahtstelle zum Buntsandstein-Vorland mündet der wichtigste rechte Zufluss Silbergrund, dessen Quelle am Südhang des 649 m hohen Kissel in Nähe zum gleichnamigen Forsthaus liegt.
Der Bach erreicht schließlich den Kernort Schweinas, in dessen Norden und immer noch an der Nahtstelle der vom Luisenthaler Wasserfall kommende Luisenbach von links mündet.
Ihm folgt der noch immer gewerblich genutzte Höhlenbach, einst Energiequelle der Hüttenwerke und Mühlen im Ort dient er heute einem Fischzüchter. Nach dem Passieren des Ortsteils Marienthal verlässt der Fluss die Gemeinde und mündet bei Barchfeld von rechts in die Werra.

## Name
Das Gewässer wurde 933 als sueinaha erstmals urkundlich erwähnt. Der Name geht nach örtlicher Überlieferung auf eine Suhl-Stelle von Wildschweinen zurück. Der Ortsname Schweina hat den gleichen Bezug.

## Wirtschaftshistorie
Der Bachlauf wurde oberhalb der Ortslage Schweina bis Anfang der 1990er Jahre für die Trinkwasserversorgung und ab der Ortslage Schweina seit dem Mittelalter intensiv als Mühlwasser, später als Antriebsquelle für Fabriken genutzt. In Marienthal bestand eine Papiermühle.  Bis heute wird eine Wasserkraftanlage in Barchfeld von der Schweina angetrieben.

## Impressionen

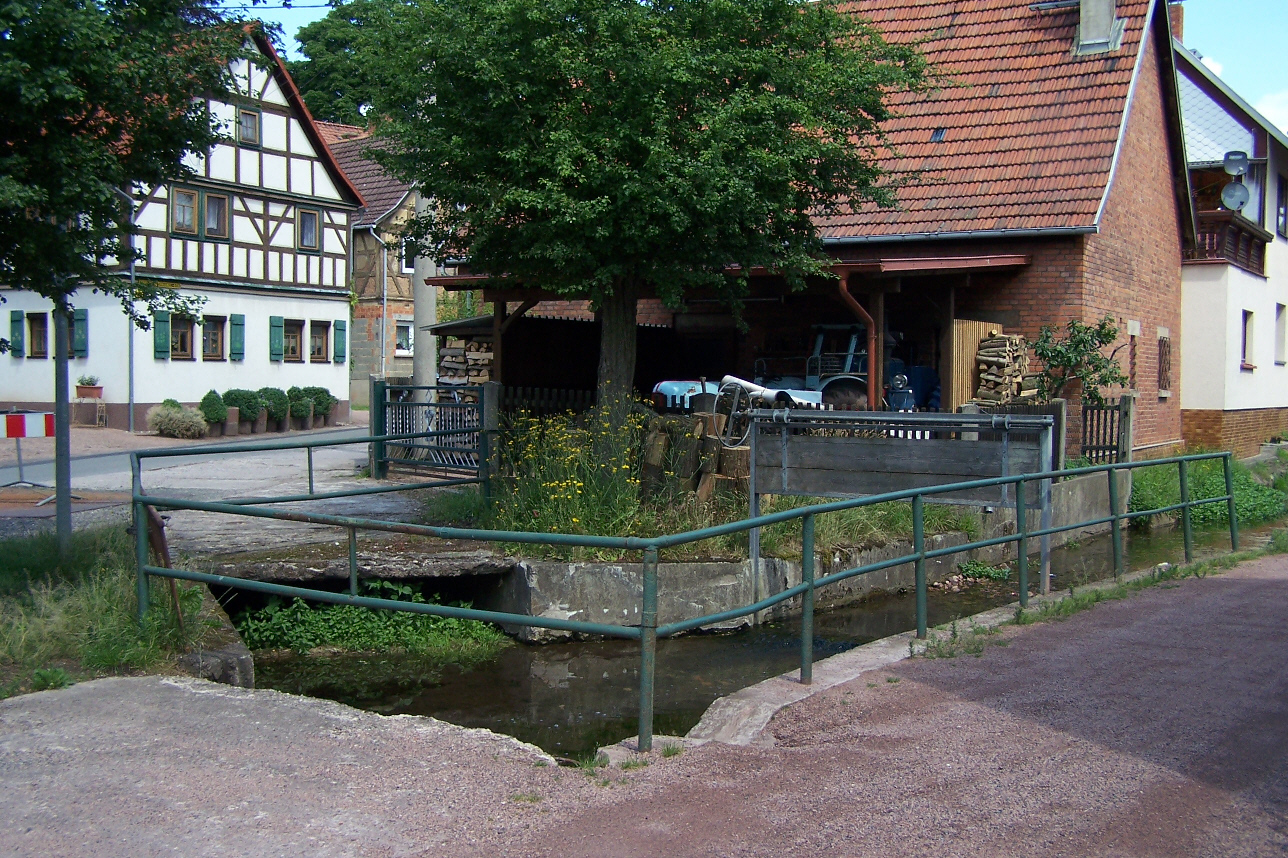
In der südlichen Ortslage Schweinas einmündender Mühlgraben
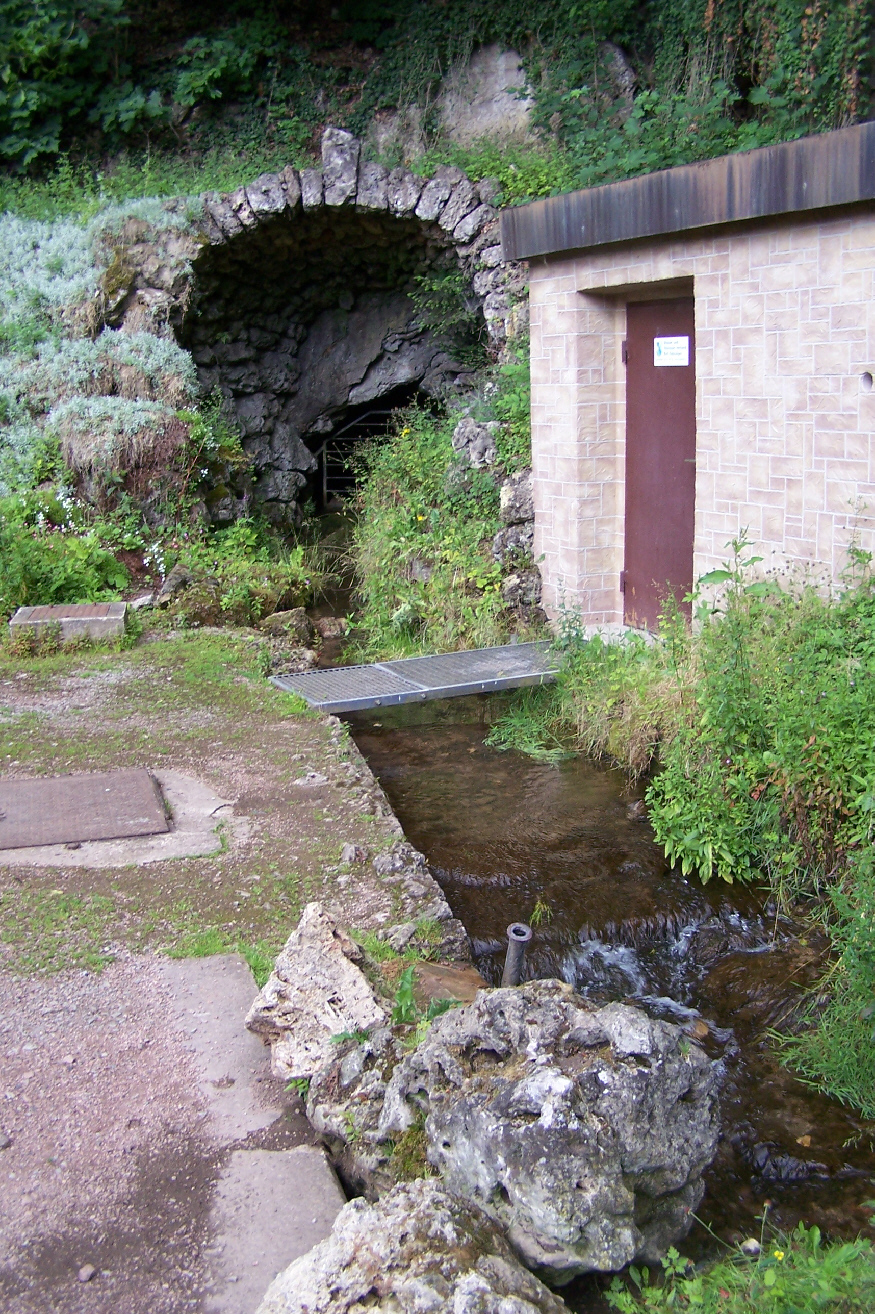
Der Austritt des Höhlenbachs im OT Glücksbrunn
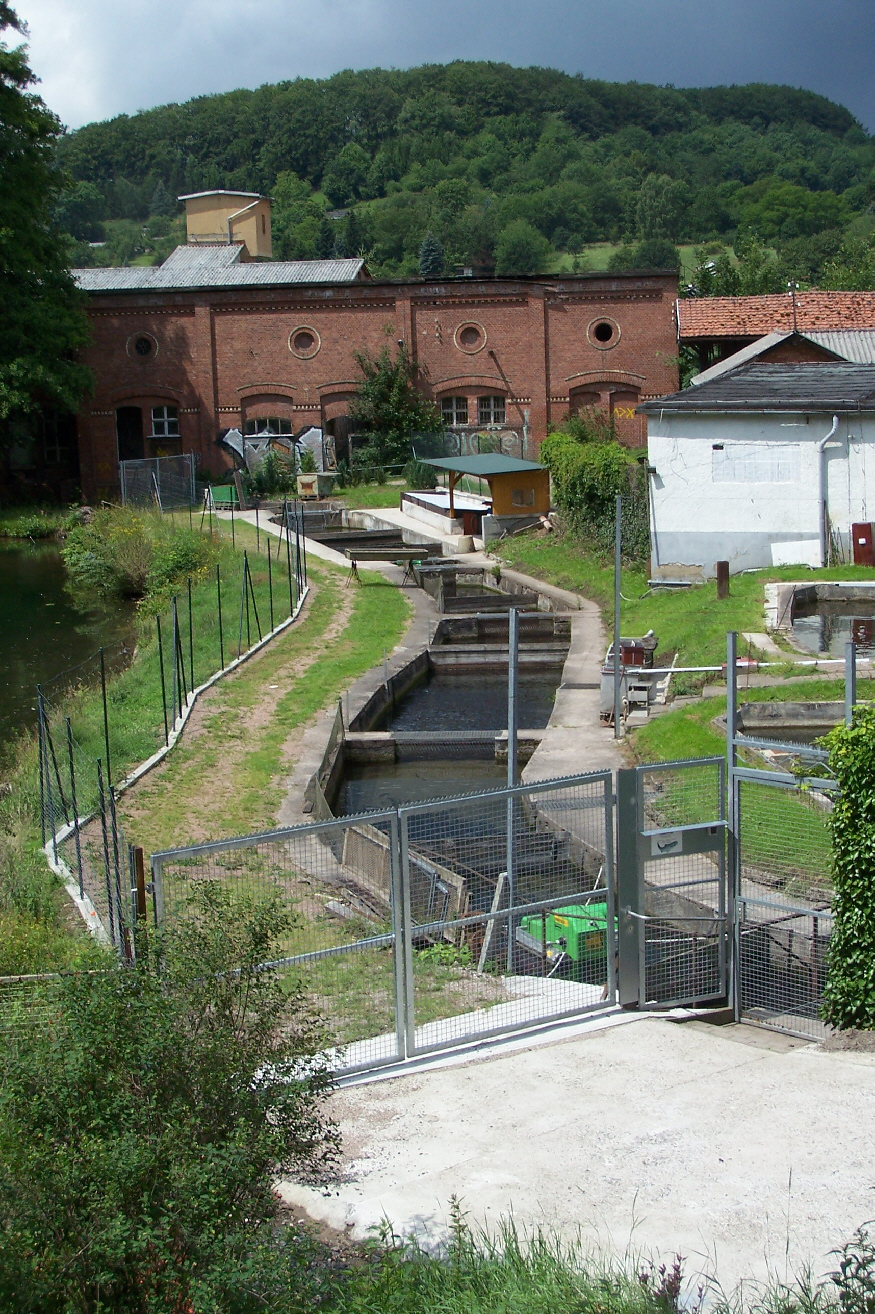
Fischzuchtbetrieb am Höhlenbach
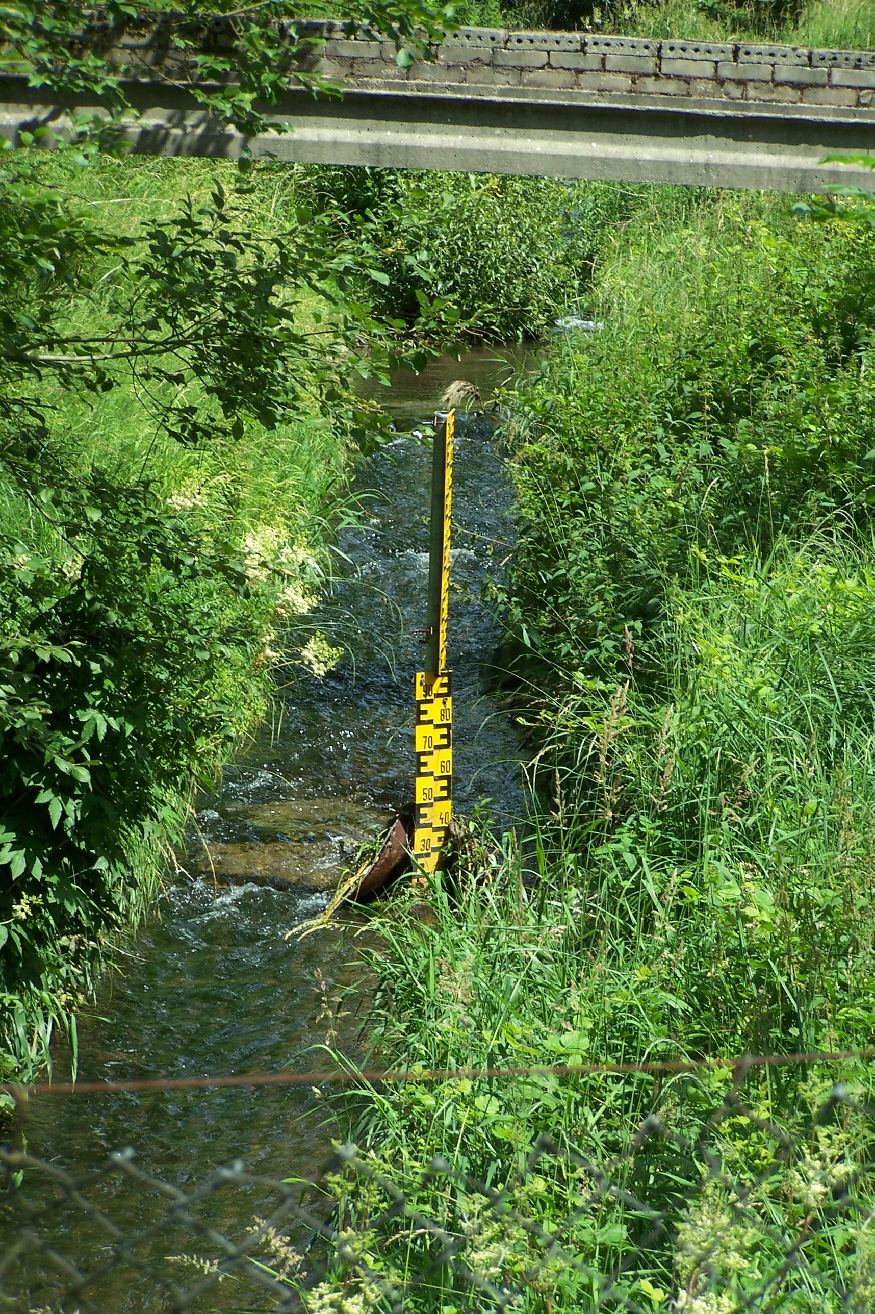
Hochwasserpegel am Marienthaler Schlösschen

## Sonstiges
Der Bach wird seit Jahren im Rahmen eines Umweltmonitoring intensiv erforscht.